# Шаташвили, Самсон Лулиевич
Самсон Лулиевич Шаташвили (სამსონი შათაშვილი, род. 7 февраля 1960) — российский физик-теоретик. Профессор Тринити-колледжа в Дублине (Ирландия), а также директор Математического института Гамильтона в Тринити-колледже.

## Биография
Защитил кандидатскую диссертацию по теории калибровочных полей в 1984 году в Ленинградском отделении Математического института имени В. А. Стеклова АН СССР (ЛОМИ) под руководством Людвига Фаддеева и Владимира Корепина.
Доктор физико-математических наук с 1989 года (ЛОМИ), тема диссертации: «Алгебраические и геометрические методы в квантовой теории поля». 
С 1994 года — профессор физики (associate professor) в Йельском университете до перехода в Тринити-колледж в 2002 году. С 2003 по 2013 год занимал должность профессора имени Луи Мишеля в Институте высших научных исследований (IHÉS) во Франции, с 2014 года является профессором имени И. Гельфанда IHÉS.
Пленарный докладчик на Международном конгрессе по математической физике в Праге в 2009 году и приглашённый докладчик на Международном конгрессе математиков в Сеуле в 2014 году.
В 2007 году избран членом Ирландской королевской академии, в 2010 году удостоен Золотой медали Ирландской королевской академии.
В 2011 году принимал участие в съемках проекта Ильи Хржановского «Дау».

## Награды и премии
- В 1995 году получил награду Министерства энергетики США «Выдающийся молодой исследователь»
- В 1995 году получил награду Национального научного фонда США CAREER Award
- В 1996 году получил награду от Фонда Альфреда Слоуна Sloan Research Fellowship
- В 2010 году удостоен Золотой медали Ирландской королевской академии
- В 2014 году удостоен Премии имени Иванэ Джавахишвили

## Научный вклад
Специалист в области квантовой теории поля, автор более 60 научных работ. 
Известен совместными работами с Л. Фаддеевым по квантовым аномалиям, с Н. Некрасовым по квантовой интегрируемости, работами по теории струн, конформным теориям поля и теории представлений.
Шаташвили разработаны алгебраические и гамильтоновы методы в теории квантовых аномалий и открыт новый швингерoвский член (коцикл Микельсона — Фаддеева — Шаташвили); разработан геометрический подход к двумерным конформным теориям поля совместно с А. Алексеевым; создана новая струнная теория поля, так называемая теория поля Виттена — Шаташвили; решена задача построения суперконформных квантовых теорий поля для многообразий с исключительной голономией; найдена бесконечномерная алгебра Шаташвили — Вафы; разработан метод эквивариантного интегрирования по гипер-кэлеровым многообразиям, в частности, пространству модулей инстантонов (интегралы Мура — Некрасова — Шаташвили); решена задача тахионной конденсации в теории открытых струн совместно с А. Герасимовым; найдена связь между квантованием интегрируемых систем и суперсимметричными вакуумами в калибровочных теориях, так называемое квантование Некрасова — Шаташвили.

## Статьи
- Faddeev L. D., Shatashvili S. L. Algebraic and hamiltonian methods in the theory of nonabelian anomalies. — Theoretical and Mathematical Physics, 60:2, 1984.
- Faddeev L. D., Shatashvili S. L. Realization of the Schwinger term in the Gauss law and the possibility of correct quantization of a theory with anomalies. — Phys. Lett. 167B, 1986.
- Alekseev A., Shatashvili S. L. Path integral quantization of the coadjoint orbits of the Virasoro group and 2D gravity. — Nucl. Phys. B323, 1989.
- Shatashvili S. L. On the problems with background independence in string theory. — Alg. Anal. 6, 1994.
- Shatashvili S. L., Vafa C. Superstrings and manifold of exceptional holonomy. — Selecta Math. 1, 1995.
- Moore Gregory W., Nekrasov Nikita, Shatashvili S. L. Integrating over Higgs branches. — Commun. Math. Phys. 209, 2000.
- Moore Gregory W., Nekrasov Nikita, Shatashvili S. L. D particle bound states and generalized instantons. — Commun. Math. Phys. 209, 2000.
- Gerasimov Anton A., Shatashvili S. L. On exact tachyon potential in open string field theory. — JHEP 0010, 2000.
- Gerasimov Anton A., Shatashvili S. L. Higgs bundles, Gauge Theories and Quantum Groups. — Commun. Math. Phys. 277, 2008.
- Nekrasov Nikita A., Shatashvili S. L. Quantization of integrable systems and four dimensional gauge theories. — Published in 16th International congress on mathematical physics, Prague, 2009.
- Nekrasov N., Rosly A., Shatashvili S. L. Darboux coordinates, Yang-Yang functional, and gauge theory. — Nucl. Phys. Proc. Suppl. 216, 2011.
- Корепин В. Е., Шаташвили С. Л. Трехинстантонное решение. — Изв. АН СССР. Сер. матем., 48:2 (1984).
- Шаташвили С. Л. Квантование d=2d=2 аномальной теории. — ТМФ, 71:1 (1987).
- Лосев А. С., Морозов А. Ю., Рослый А. А., Шаташвили С. Л. Струнный операторный формализм и функциональный интеграл в голоморфном представлении. — ТМФ, 78:3 (1989).